# Carex angustispica
Carex angustispica är en halvgräsart som beskrevs av Anton Albert Reznicek och Maria del Socorro González Elizondo. Carex angustispica ingår i släktet starrar, och familjen halvgräs. Inga underarter finns listade i Catalogue of Life.